# Hydromys
Hydromys là một chi động vật có vú trong họ Muridae, bộ Gặm nhấm. Chi này được E. Geoffroy miêu tả năm 1804. Loài điển hình của chi này là Hydromys chrysogaster E. Geoffroy, 1804.

## Hình ảnh

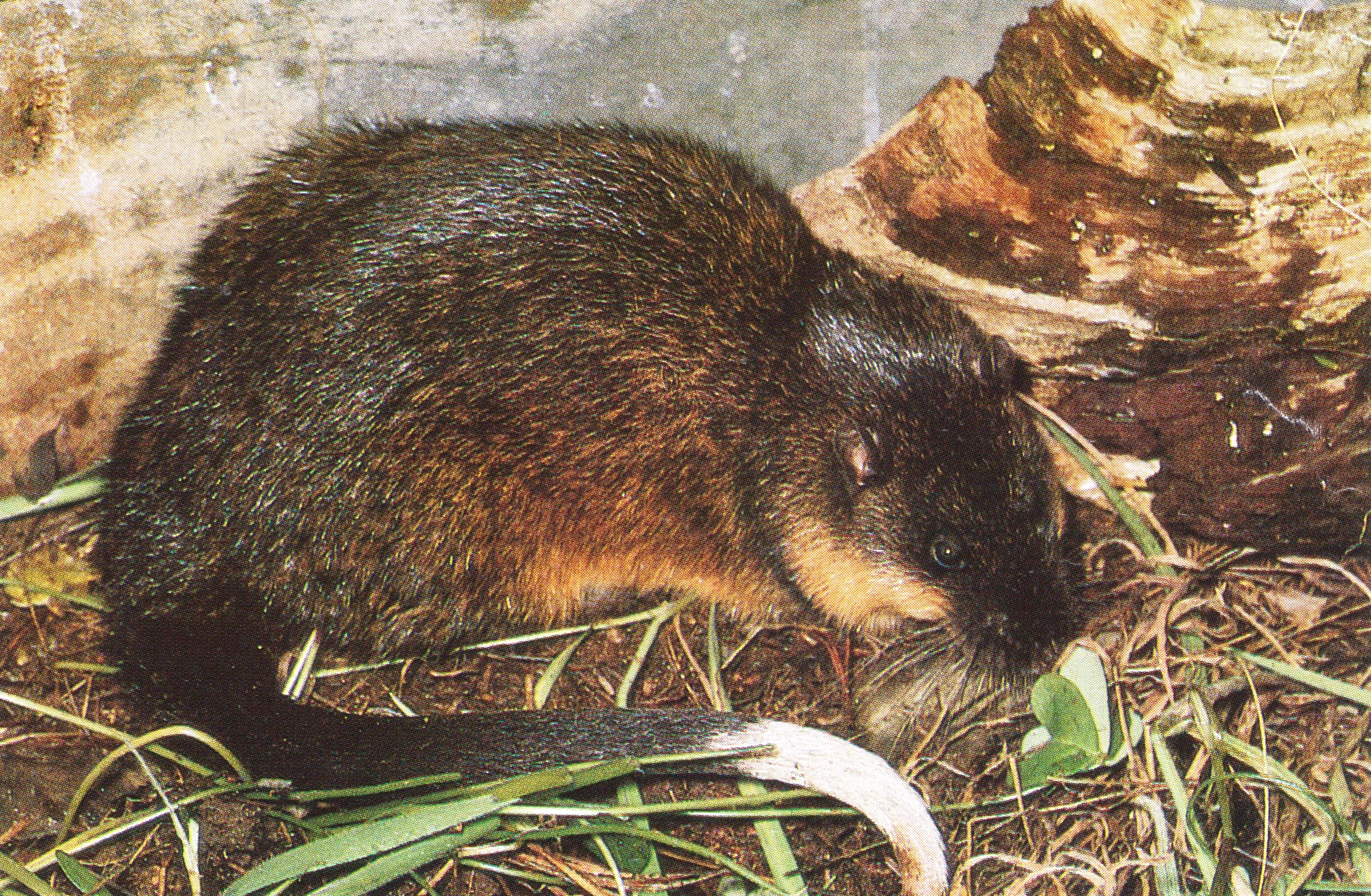
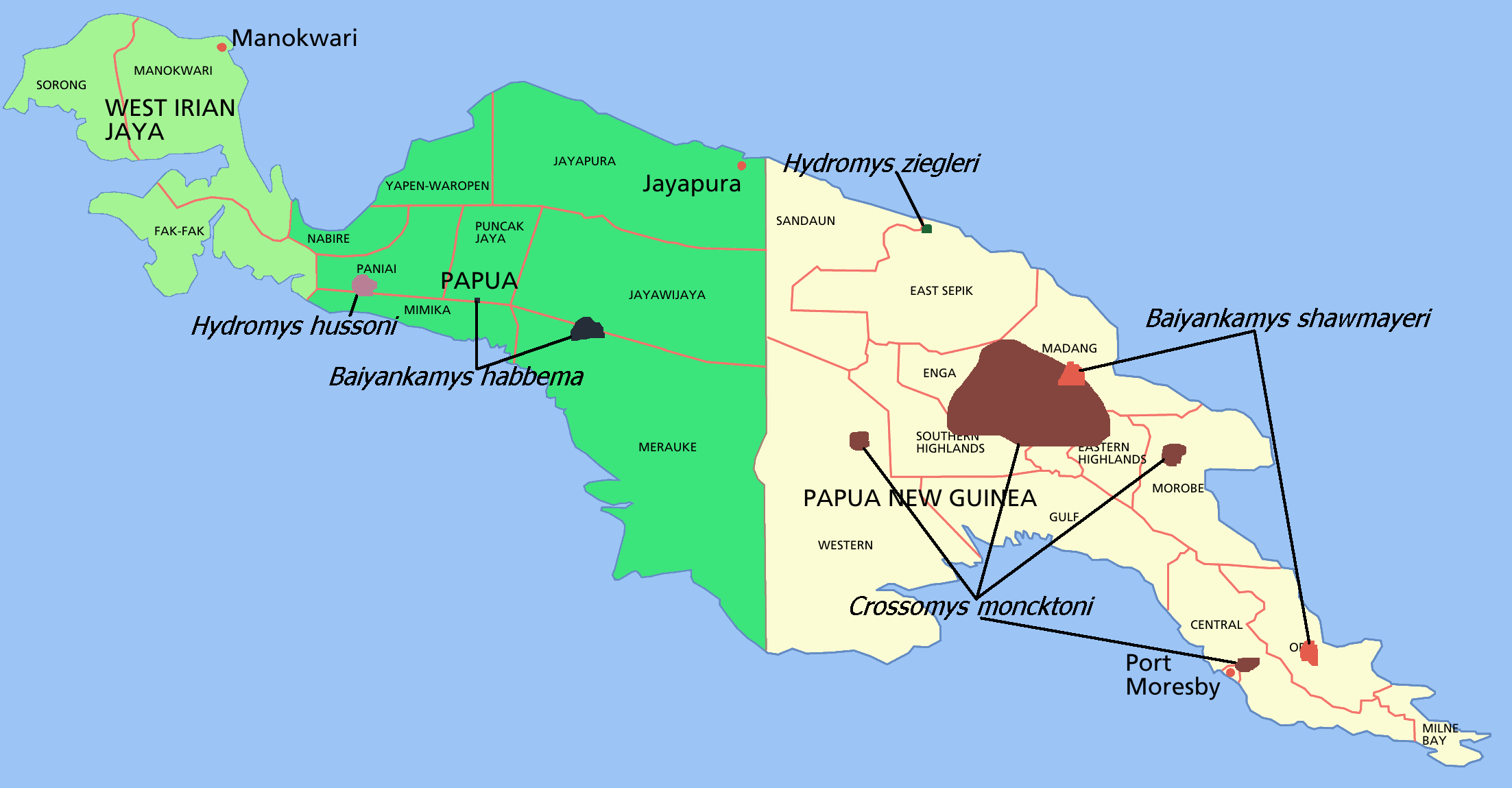

## Các loài
Chi này gồm các loài: